# Domenico Luigi Batacchi
Domenico Luigi Batacchi (Pisa, 3 novembre 1748 – Orbetello, 11 agosto 1802) è stato uno scrittore italiano.

## Biografia
Di famiglia patrizia decaduta, Batacchi non riuscì a frequentare l'università e fu costretto ad accettare l'impiego di gabelliere alle porte della città. 
Studiò come autodidatta letteratura italiana e straniera, raggiungendo una buona notorietà e un apprezzamento tali da consentirgli la nomina di accademico dei "Polentofagi" e nel 1788 quella di "pastore" d'Arcadia.
Notevole fortuna ebbero le sue Novelle galanti in sestine, sia per la vivacità dello stile, satirico e talvolta osceno, vicino a quello di Francesco Berni, sia per la fantasia allegra.
Durante l'anno 1793 si trasferì a Livorno per assumere un posto di lavoro nelle dogane e proprio da questo momento incominciò anche una intensa attività di traduttore.
Nel 1799 fu sospeso per tre anni dal lavoro per aver pubblicato degli scritti di carattere democratico e con l'accusa di "giacobinismo". Fu poi reintegrato nel servizio ma trasferito per punizione nella sede disagiata e malarica di Orbetello, presso le Regie Rendite dei Presidi :ivi , dopo circa sei mesi, ammalatosi di malaria morì.
Ammirato per lo stile fresco e la vena anti neoclassica da Arrigo Cajumi (cfr. "Pensieri di un libertino"), le sue opere gli danno tuttora chiara fama: Il Zibaldone, costituito da dodici canti in sestine e La rete di Vulcano, dodici canti in ottave, due poemi anticlericali e antimitologici, caratterizzati da un gusto tanto capriccioso quanto popolaresco. Durante il periodo del Romanticismo, i suoi scritti raggiungere l'apice di diffusione e apprezzamento.
Nonostante il suo stile un po' confuso, ma estroso per i contenuti, Batacchi può definirsi un anticipatore di certe atmosfere polemiche e popolaresche che saranno poi espresse più limpidamente dal grande poeta milanese Carlo Porta.
Le sue opere furono pubblicate sotto lo pseudonimo di padre Atanasio da Verrocchio; quelle postume con quello anagrammatico di monaco Beda Ticchi.

## Opere
- Novelle galanti, 1791 (testo del primo volume consultabile in Google libri). 
  - Le Novelle, a cura di Ferdinando Giannessi, Milano, Feltrinelli, 1971.
- Il Zibaldone. Poemetto in dodici canti del p. Atanasio da Verrocchio, Londra (i.e. Bologna), anno 6 della Repubblica Francese (1798).
- La rete di Vulcano. Poema eroicomico del monaco Beda Ticchi, 2 voll., Siena, Francesco Bocconi, 1779 (i.e. Milano, Mussi, 1812) (postumo). 
  - La rete di Vulcano, a cura di Giulio Natali, con disegni di Giuseppe Mazzoni, 2 voll., Genova, A.F. Formiggini, 1915-17 ("Classici del ridere").
- Opere complete, voll. 6, Milano, Edizioni del Falconiere, 1926. Comprende:

1. Novelle
2. Novelle
3. Novelle
4. La rete di Vulcano
5. La rete di Vulcano
6. Lo Zibaldone.